# Društvo književnika Vojvodine
Društvo književnika Vojvodine (skr. DKV) (srp. Друштво књижевника Војводине, mađ. Vajdasági írók egyesűlete, rum. Asociaţia Scriitorilor din Voivodina, slov. Spolok spisovateľov Voivodiny, rusin. Дружтво писательох Войводини) je udruga pisaca u Vojvodini, Republika Srbija, koja obuhvaća pisce koji pišu na svim službenim jezicima AP Vojvodine.

## O Društvu
U sastavu ima oko 490 članova koji pišu na svim službenim jezicima koji su u uporabi u Vojvodini. Većina ih piše na srpskom, a značajan dio na mađarskom jeziku. Manji je broj autora na jezicima ostalih manjina: hrvatskom, slovačkom, rumunjskom i rusinskom.
Društvo ima u svom sastavu i sedamdesetak književnih prevoditelja. Sekcija vojvođanskih pisaca izdvojila se iz Udruženja književnika Srbije 1966. godine, a 1976. je formirano Društvo književnika i književnih prevoditelja Vojvodine (srp. Društvo književnika i književnih prevodilaca Vojvodine). Sjedište Društva je u ulici Braće Ribnikar 5, Novi Sad.
Sadašnji predsjednik DKV je pjesnik i esejist Jovan Zivlak, potpredsjednici su Franja Petrinović, prozni pisac i János Bányai, kritičar i esejist.
DKV je za svog višedesetljetnog djelovanja organizirao značajne književne manifestacije (Književna kolonija u Čortanovcima, književni karavani, književne večeri, književne promocije, Kongres pisaca Jugoslavije). DKV je pokrenuo, izdavao ili suizdavao mnoge književne publikacije.
Društvo književnika Vojvodine izdaje na srpskom časopis Zlatna greda (2001.). Časopis se bavi književnošću, umjetnošću i književnom teorijom. Glavni i odgovorni urednik Zlatne grede je Jovan Zivlak.
Međunarodni novosadski književni festival osnovan je 2006. i predstavlja značajne autore iz zemlje i svijeta. Održava se svake godine zadnjeg tjedna u kolovozu.
Od 2008. organizira manifestacije povodom Svjetskog dana poezije.

## Nagrade DKV-a
- Brankova nagrada (od 1954.) za najbolju prvu pjesničku knjigu objavljenu na srpskom jeziku autora do 29 godina
- nagrade Društva književnika Vojvodine za životno djelo (od 1980.), za knjigu na srpskom jeziku i za prijevod godine, a od 2003. nagrade za najbolje knjige na jezicima nacionalnih manjina: nagradu Ilija Okrugić Srijemac za knjigu na hrvatskom (ustanovljena 2010. na prijedlog Petka Vojnića Purčara), nagradu Istvan Koncz za knjigu na mađarskom, nagradu Paljo Bohuš za knjigu na slovačkom, nagradu Vasile Vasko Popa za knjigu na rumunjskom i nagradu Miroslav Striber za knjigu na rusinskom. Nagrade za manjine se dodjeljuje periodično, od dvije do četiri godine[1])
- Međunarodna nagrada za književnost Novi Sad koju se dodjeljuje na Međunarodnom novosadskom književnom festivalu

## Vanjske poveznice
- (srp.) (engl.) Službene stranice